# Upham, Hampshire
Upham är en ort och civil parish i Storbritannien.   Den ligger i grevskapet Hampshire och riksdelen England, i den södra delen av landet, 100 km sydväst om huvudstaden London. Upham ligger 90 meter över havet och antalet invånare är 616.
Terrängen runt Upham är platt. Runt Upham är det ganska tätbefolkat, med 172 invånare per kvadratkilometer. Närmaste större samhälle är Southampton, 14,7 km sydväst om Upham. Trakten runt Upham består till största delen av jordbruksmark.